# Wuzurg-Framadar
Wuzurg-Framadār (Groß-framadār) war der Titel des höchsten königlichen Hofbeamten im neupersischen Sassanidenreich.
Im spätantiken Persien wurden hochrangige Adelige, die nicht direkt mit dem Königshaus verwandt waren, als wuzurgān bezeichnet. Diese Großen standen in der Rangordnung zwar unterhalb des šāhān šāh (Großkönigs) und seiner Familie sowie der Lokalherrscher, aber oberhalb des restlichen Adels (āzādān) und verfügten über große Macht und Prestige. Framadār wiederum war im Sassanidenreich die Bezeichnung für einen hohen Verwaltungsbeamten. Dieser ist auf sassanidischen Inschriften und Siegeln belegt und scheint zusammen mit Steuerbeamten agiert zu haben, wobei es anscheinend zwei (oder mehr) Beamte mit dieser Bezeichnung gab. Ein Amtsträger mit der Bezeichnung Framadār scheint zudem im hohen zoroastrischen Klerus eine Rolle gespielt zu haben; eventuell agierte er auch in einer staatlichen und religiösen Doppelfunktion.
Wuzurg-Framadār ist schließlich die Bezeichnung für den höchsten königlichen Minister am Hof, dem die Verwaltung unterstand und dessen Funktion der eines Großwesirs sehr ähnlich war. In sassanidischer Zeit sind mehrere dieser hohen Hofbeamten auch namentlich fassbar. Ihr Einfluss scheint variiert zu haben: Unter starken Königen konnte der Wuzurg-Framadār sehr einflussreich sein und seine Macht zuungunsten des Adels ausbauen, während er unter schwachen Königen eine vergleichsweise kleinere Rolle spielte. Bisweilen dominierten sie wohl aber die königliche Politik; so wird in den Quellen etwa  der einflussreiche und sehr religiöse Mihr-Narseh, der unter Yazdegerd II. als Wuzurg-Framadār fungierte, teils als eine treibende Kraft der Christenverfolgung in dieser Zeit genannt.
Nach einer Auslegung wäre Stellvertreter des Wuzurg-Framadārs der Ērān-āmārgar.

## BekannteWuzurg-Framadārs
Bekannte Wuzurg-Framadārs sind:
- Abarsām unter Ardaschir I. (Tabari zufolge)
- Chosrau-Yazdegerd unter Yazdegerd I.
- Mihr-Narseh unter Yazdegerd I. und Bahram V.
- Sūren Pahlaw unter Bahram V. Möglicherweise der Nachfolger Mihr-Narsehs.
- Chosrau-Ormezd (nur bei Sebeos) unter Boran war möglicherweise nicht nur Framadār, sondern Wuzurg-Framadār.